# Bernt Johansson
Bernt Johansson   (Göteborg, 18 d'abril de 1953) és un ciclista suec, ja retirat, que fou professional entre 1977 i 1981.
Com a ciclista amateur aconseguí importants èxits, tant a nivell nacional, amb diversos campionats de Suècia, com internacionals, on destaca, per damunt de tot, la medalla d'or aconseguida als Jocs Olímpics de Mont-real de 1976 en la prova de ciclisme en ruta. Per aquest èxit fou guardonat amb la Svenska Dagbladets guldmedalj de 1976.
El 1977 va fer el salt al professionalisme, destacant els triomfs a la Volta a Llevant d'aquell mateix any i dues etapes al Giro d'Itàlia de 1979.

## Palmarès
- 1973
  -  Campió de Suècia en relleus (amb Lennart Johansson i Stig Gustavsson)
  -  Campió de Suècia de contrarellotge per equips (amb Lennart Johansson i Anders Gåvertsson)
  - 1r a Sex-Dagars i vencedor de 2 etapes
  - Vencedor d'una etapa del Tour d'Algèria
- 1974
  - Campió del món de contrarellotge per equips (amb Tord Filipsson, Lennart Fagerlund i Sven-Ake Nilsson)
  -  Campió de Suècia en ruta
- 1975
  -  Campió de Suècia de contrarellotge per equips (amb Lennart Fagerlund i Lennart Johansson)
  - 1r a la Milk Race i vencedor d'una etapa
  - Vencedor d'una etapa de la Sex-Dagars
- 1976
  -  Campió olímpic de la prova en línia
  -  Campió de Suècia de contrarellotge per equips (amb Lennart Fagerlund i Lennart Johansson)
  - Vencedor d'una etapa de la Milk Race
- 1977
  - 1r a la Volta a Llevant i vencedor d'una etapa
  - 1r al GP Forli
  - 1r al Trofeu Baracchi (amb Carmelo Barone)
- 1978
  - 1r al Gran Premi de la Indústria i el Comerç de Prato
  - 1r al GP Forli
  - 1r al Giro dell'Emilia
- 1979
  - 1r al Gran Premi de la Indústria i el Comerç de Prato
  - Vencedor de 2 etapes al Giro d'Itàlia
- 1980
  - 1r al Giro del Lazio
  - Vencedor d'una etapa de la Volta a Andalusia

## Resultats al Giro d'Itàlia
- 1977. 20è de la classificació general
- 1978. 9è de la classificació general
- 1979. 3r de la classificació general. Vencedor de 2 etapes
- 1980. Abandona

### Resultats al Tour de França
- 1979. Abandona (3a etapa)